# میدوی (آلاباما)
میدوی (به انگلیسی: Midway) شهری در شهرستان بولاک ایالت آلاباما است که مساحت آن ۸٫۵۷ کیلومتر مربع است و در سرشماری سال ۲۰۱۰ میلادی، ۴۹۹ نفر جمعیت داشته و تراکم جمعیتی آن، ۵۸٫۲۳ نفر در هر کیلومتر مربع بوده است.